# In Hearts Wake
In Hearts Wake is een Australische metalcoreband afkomstig uit Byron Bay, New South Wales.

## Personele bezetting
Huidige leden
- Jake Taylor – leidende vocalen (2006–heden)
- Eaven Dall – leidende gitaar, achtergrondvocalen (2006–heden)
- Ben Nairne – slaggitaar (2006–heden)
- Kyle Erich – bas, schone vocalen (2011–heden)
- Conor Ward – drums (2016–heden)

Voormalige leden
- Jayke West – drums (2006–2007)
- Jack Deacon – bas (2006–2010)
- Caleb Burton – drums (2007–2015)

Tijdlijn

## Discografie

### Studioalbums
| Titel                                                                   | Details                                                                                             | Hoogste notering in de hitlijsten |
| Titel                                                                   | Details                                                                                             | AUS                               |
| ----------------------------------------------------------------------- | --------------------------------------------------------------------------------------------------- | --------------------------------- |
| Divination                                                              | - Uitgebracht: 31 augustus 2012 - Label: UNFD, Rise Records - Drager: cd, lp, download, streaming   | 27                                |
| Earthwalker                                                             | - Uitgebracht: 2 mei 2014 - Label: UNFD, Rise - Drager: cd, lp, cassette, download, streaming       | 5                                 |
| Skydancer                                                               | - Uitgebracht: 1 mei 2015 - Label: UNFD, Rise - Drager: cd, lp, download, streaming                 | 2                                 |
| Ark                                                                     | - Uitgebracht: 26 mei 2017 - Label: UNFD, Rise - Drager: cd, lp, download, streaming                | 3                                 |
| Kaliyuga                                                                | - Verwachte releasedatum: 7 augustus 2020 - Label: UNFD, Rise - Drager: cd, lp, download, streaming | -                                 |
| "—" geeft aan dat het album geen notering heeft behaald in de hitlijst. | |                                   |

### Ep's
| Titel                                                               | Details                                                                               | Hoogste notering in de Australische hitlijsten |
| Titel                                                               | Details                                                                               | AUS                                            |
| ------------------------------------------------------------------- | ------------------------------------------------------------------------------------- | ---------------------------------------------- |
| Into the Storm                                                      | - Uitgebracht: 12 april 2007 - Label: zelfstandig uitgebracht - Drager: cd, download  | –                                              |
| The Gateway                                                         | - Uitgebracht: 1 oktober 2008 - Label: Zelfstandig uitgebracht - Drager: cd, download | –                                              |
| The Bride / In Hearts Wake (met The Bride)                          | - Uitgebracht: 26 september 2010 - Label: New Justice - Drager: cd, download          | –                                              |
| Equinox (met Northlane)                                             | - Uitgebracht: 20 april 2016 - Label: UNFD - Drager: ep, download, streaming          | 75                                             |
| Ark Prevails                                                        | - Uitgebracht: 1 februari 2018 - Label: UNFD - Drager: download, streaming            | –                                              |
| "—" geeft aan dat de EP geen notering heeft behaald in de hitlijst. |                                                                                       |                                                |